# Luis Pérez Rodríguez
Luis Pérez Rodríguez (Torrelaguna, 16 juni 1974) is een voormalig  Spaans wielrenner. Hij reed in 2007 met de Ronde van Spanje zijn laatste wedstrijd als wielrenner.

## Belangrijkste overwinningen
2007
- 1e etappe Clásica Alcobendas
- Eindklassement Clásica Alcobendas
- 18e etappe Ronde van Spanje

## Resultaten in voornaamste wedstrijden
| Jaar | Ronde van Italië | Ronde van Frankrijk | Ronde van Spanje |
| ---- | ---------------- | ------------------- | ---------------- |
| 1998 |                  | opgave              |                  |
| 1999 |                  | 29e                 | 67e              |
| 2000 |                  |                     |                  |
| 2001 |                  | 32e                 | 14e              |
| 2002 |                  |                     | 22e              |
| 2003 |                  | opgave              | 10e (1)          |
| 2004 |                  |                     | 9e               |
| 2005 |                  |                     | opgave           |
| 2006 |                  |                     | 9e               |
| 2007 |                  |                     | 18e (1)          |

| Jaar | Milaan-San Remo | Luik-Bast.‑Luik |  | WK op de weg |  | Wereldranglijsten |
| ---- | --------------- | --------------- |  | ------------ |  | ----------------- |
| 1998 |                 | 89e             |  |              |  |                   |
| 1999 | 108e            |                 |  |              |  |                   |
| 2000 | 82e             |                 |  |              |  |                   |
| 2001 |                 |                 |  |              |  |                   |
| 2002 |                 |                 |  | 127e         |  |                   |
| 2003 |                 |                 |  | 89e          |  |                   |
| 2004 |                 |                 |  | 17e          |  |                   |
| 2005 |                 |                 |  |              |  |                   |
| 2006 |                 |                 |  | 108e         |  | 102e (UPT)        |
| 2007 |                 |                 |  |              |  |                   |